# Cottenchy
Cottenchy – miejscowość i gmina we Francji, w regionie Hauts-de-France, w departamencie Somma.
Według danych na rok 1990 gminę zamieszkiwało 385 osób, a gęstość zaludnienia wynosiła 36 osób/km² (wśród 2293 gmin Pikardii Cottenchy plasuje się na 622. miejscu pod względem liczby ludności, natomiast pod względem powierzchni na miejscu 405.).